# 寨坡乡
寨坡乡，是中华人民共和国四川省巴中市南江县曾经下辖的一个乡。2019年12月，撤销寨坡乡，将其所属行政区域划归光雾山镇管辖。

## 行政区划
寨坡乡撤销前下辖以下地区：
水田坪村、洋垭村、溪口村和石龙沟村。